# Juan Corona Ramón
Juan Corona Ramón (1959) és doctor en Ciències Econòmiques i Empresarials i catedràtic d'Economia Aplicada. Fou el primer rector de la Universitat Abat Oliba CEU (UAO CEU), de la qual és rector honorari. Des 2020 dirigeix la Càtedra Jean Monnet sobre Integració Fiscal a la UE i la Càtedra d'Estudis Mundials Antoni de Montserrat, totes dues a la UAO CEU.
En l'àmbit professional, ha estat membre del Tribunal de Comptes Europeu, director general de l'Institut de l'Empresa Familiar; forma part, entre d'altres, de la Junta Directiva de la Societat d'Estudis Econòmics i de l'Associació Espanyola de Directius, i dirigeix la Xarxa de Càtedres d'Empresa Familiar (que inclou 38 universitats espanyoles).
És membre de la Junta Directiva de l'Institut Catalunya-Àfrica i president de l'Institut d'Estudis Nord-americans.
Expert en política fiscal, va formar part de la Comissió d'Experts per a la Reforma del Sistema Tributari Espanyol, presidida per Manuel Lagares. Des del 2021 integra el Grup d'Experts Tributaris, creat per Foment del Treball.

## Activitat acadèmica i investigadora
El 1993 guanya la Càtedra d'Economia Aplicada, Economia Política i Hisenda Pública a la Universitat de les Illes Balears. Dirigeix el Departament d'Economia d'aquesta universitat entre 1993 i 1997. El 1997 assumeix la Càtedra d'Economia Aplicada de la Universitat Internacional de Catalunya, i és degà de la seva Facultat de Ciències Econòmiques i Empresarials entre 1997 i 2001.
El 2001 és nomenat rector promotor de la Universitat Abat Oliba CEU, on aconsegueix el seu reconeixement oficial i n'és el primer rector entre 2001 i 2004. Aquest any és nomenat rector honorari d'aquesta universitat.
A la Universitat Abat Oliba CEU exerceix també com a catedràtic d'Economia Aplicada, director honorari de la Càtedra de Creació d'Empreses i Empresa Familiar, director de la càtedra d'Estudis Mundials Antoni de Montserrat, i director de la Càtedra Jean Monnet d'Integració Fiscal Europea.
És membre de 42 associacions científiques i professionals nacionals i de 18 d'internacionals. Ha col·laborat amb més de 50 universitats espanyoles i 22 de l'estranger, entre les quals destaquen Harvard, Kiel o La Sorbona; ha presentat ponències i comunicacions en més de 150 congressos, i és autor de 57 llibres i de més de 400 publicacions.
Membre de la Reial Societat Geogràfica, de la Societat Geogràfica Espanyola, la Royal Geographical Society i l'Institute of British Geographers. Va rebre la medalla d'honor de la Reial Societat Geogràfica el 2004 i el rang de fellow de la Royal Geographical Society el 2009. Des del 2008 fins al 2016 va ser membre de la Junta Directiva i delegat a Barcelona de la Societat Geogràfica Espanyola, en què se centrava especialment en l'Àrea d'Expedicions i activitats de divulgació.

## Publicacions i divulgació
En 2021 les seves línies de treball se centren en l'àmbit de l'economia i en el de la geografia (aspectes culturals i polítics). En el primer, en qüestions de macroeconomia i hisenda pública, d'una banda, i de creació d'empreses i empresa familiar, de l'altra. En el segon, en desenvolupament multicultural al Pròxim Orient i l'Àsia central, en els problemes de l'economia africana, i en les qüestions relatives a l'Antàrtida.
Al llarg de la seva carrera ha visitat més de 200 països, dels quals ha realitzat anàlisis a través de conferències i reunions en institucions com Casa Àsia, Casa Amèrica, la Societat Geogràfica Espanyola o l'Institut d'Estudis Nord-americans.